# Saint-Michel-sur-Rhône
Saint-Michel-sur-Rhône là một xã trong tỉnh Loire miền trung nước Pháp.